# Golful Santa Monica

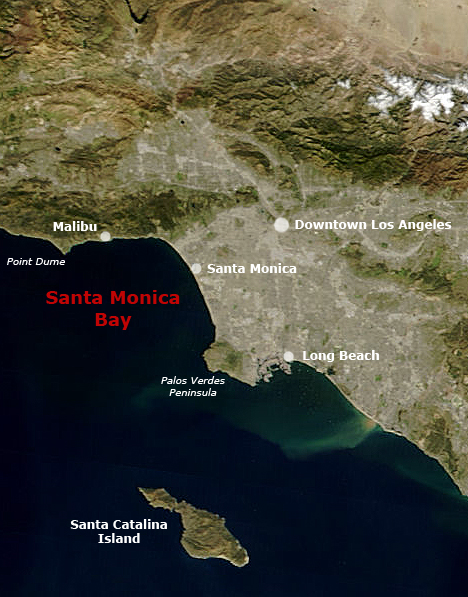
Imagine satelitară a golfului

Golful Santa Monica (engleză Santa Monica Bay) este amplasat pe coasta de vest a Statelor Unite, pe litoralul Pacificului. Aparține din punct de vedere administrativ în mare parte de comitatul Los Angeles, statul California.
Se întinde din nord-vest, între localitățile litorale Point Dume până la Palos Verdes, situată la sud-est. Malul estic al golfului se află la marginea orașului Los Angeles. În golf se varsă pârâuriule Ballona, Malibu și Topanga.
Cu toate măsurile de salubritate din anii 1980, apa golfului este încă murdară, fiind invadată de alge marine.

## Localități
- Los Angeles
- El Segundo
- Hermosa Beach
- Malibu
- Manhattan Beach
- Palos Verdes Estates
- Rancho Palos Verdes
- Redondo Beach
- Santa Monica
- Torrance
- Marina del Rey